# Марк Раян
Марк Раян  (англ. Marc Ryan; нар. 14 жовтня 1982) — новозеландський велогонщик, олімпійський медаліст.

## Виступи на Олімпіадах
| Олімпіада   | Дисципліна                                 | Місце |
| ----------- | ------------------------------------------ | ----- |
| Афіни 2004  | Командна гонка переслідування, 4000 метрів | 10    |
| Пекін 2008  | Командна гонка переслідування, 4000 метрів | 3     |
| Лондон 2012 | Командна гонка переслідування, 4000 метрів | 3     |